# Cleptometopus undulatus
Cleptometopus undulatus là một loài bọ cánh cứng trong họ Cerambycidae.